# Joe Lycett
Joe Harry Lycett född 5 juli 1988 i Hall Green i Birmingham, är en brittisk ståuppkomiker och programledare. Han var med i ett avsnitt av situationskomedin Two Pints of Lager and a Packet of Crisps år 2002. Hans genombrott kom när han studerade engelska och drama på University of Manchester och bland annat vann studentkategorin av ståuppriset Chortle Awards 2009. Han har varit deltagare i panelprogram och lekprogram i brittisk teve, som QI, 8 Out of 10 Cats, Mock the Week och Taskmaster.
Han var bisittare till Alexander Graham i BBC:s underhållningssatsning Epic Win, som sändes i sex avsnitt under hösten 2011. Han tog över programledarskapet för The Great British Sewing Bee till den femte säsongen 2019, där amatörer tävlar i sömnad, i en spinoff till formatet Hela England bakar. Joe Lycett har i sina ståuppframträdanden haft som adelsmärke att visa hur han hanterat internetbedragare, byråkrater på parkeringsbolag och andra kundtjänster vid reklamationer, udda förfrågningar och liknande. Våren 2019 blev han programledare för konsumentprogrammet Joe Lycett's got your back som i underhållningsform visar på brister eller försöker korrigera företags hantering av konsumenter eller småföretagare.

## Hugo Boss
Inför den andra säsongen av Joe Lycett's got your back gjorde Joe Lycett en namnändring till Hugo Boss. Namnbytet gjordes för att uppmärksamma hur det tyska modeföretaget Hugo Boss har bekämpat vad de menar är varumärkesintrång när företag använder ordet Boss i sina produkter. I första avsnittet av säsong 2 redogjordes för kampanjen, han lanserade en produkt under sitt nya namn och bland annat krävde han att modeföretaget skulle sluta använda hans namn. Immaterialrättsjuristen Kate Swaine menar att kampanjen visar risken för badwill som företag löper när de för starkt framhärdar i att skydda sitt varumärke, och i sociala medier gjorde Joe Lycetts följare inlägg som antydde att de blandat ihop modeföretaget med sin idol. Efter att avsnittet sänts, någon månad efter namnbytet, namnändrade Joe Lycett tillbaks till sitt födelsenamn.